# 松平親乘
松平親乘（1515年－1577年10月2日）是日本戰國時代武將。大給松平家第4代當主。父親是松平乘勝。通稱源次郎。

## 生平
在永正12年（1515年）出生，家中長男。享祿3年（1530年），跟隨松平清康進攻熊谷氏的居城宇利城並立下軍功。天文21年（1552年），居城大給城被東條松平家的松平忠茂攻擊，於是與忠茂戰鬥。弘治元年（1555年）8月，被今川義元命令而攻擊織田氏的居城蟹江城。弘治2年（1556年），進攻瀧脇松平家的瀧脇城，令松平乘清、乘遠父子戰死。
在這段期間，跟隨成為今川家人質的德川家康居住在駿府，弘治3年1月8日（1557年2月17日），與逗留在駿府的山科言繼在酒宴中見面（『言繼卿記』）。此後，言繼在永祿11年10月10日（1568年11月9日）等會面，雙方加深交情（『言繼卿記』）。天正3年（1575年），乘遠的次男乘高夜襲大給城，於是逃往尾張國。
在天正5年8月21日（1577年10月2日）死去。享年62歲。